# Crenicichla tendybaguassu
Crenicichla tendybaguassu és una espècie de peix de la família dels cíclids i de l'ordre dels perciformes.

## Morfologia
Els mascles poden assolir els 15,2 cm de longitud total.

## Distribució geogràfica
Es troba a Sud-amèrica: riu Uruguai.